# Kazimierz Górski
Kazimierz Klaudiusz Górski [kaˈʑimʲɛʃ ˈgurski] (* 2. März 1921 in Lwów; † 23. Mai 2006 in Warschau) war ein polnischer Fußballspieler und -trainer. Er wurde von mehreren Sportredaktionen zum polnischen „Trainer des Jahrhunderts“ gewählt.

## Spielerkarriere
Górski begann seine Fußballerlaufbahn als Jugendlicher bei RKS Lwów im damals zu Polen gehörenden Lemberg (polnisch: Lwów, heute ukrainisch: Lwiw). Mit 18 Jahren wechselte er zu Lechia Lwów in die oberste regionale Spielklasse. Er erwies sich als dribbelstarker Außenstürmer, wegen seiner eher zierlichen Gestalt und seiner grazilen Bewegungen bekam er den Spitznamen „Reh“ (polnisch: Sarenka). Zeitgenossen verglichen seinen Stil mit dem des oberschlesischen Dribbelkünstlers Ernst Willimowski, den Górski damals selbst als sein Vorbild ansah.
Wenige Wochen nach dem Einmarsch der Roten Armee in das damalige Ostpolen am 17. September 1939 gründete die sowjetische Militärverwaltung dort neue Sportvereine, die an Betriebe angegliedert waren. Górski spielte für den neuen Club Spartak Lwow sowie mehrere Monate auch für Dynamo Kiew. Nach dem Überfall der Wehrmacht auf die Sowjetunion am 22. Juni 1941 („Unternehmen Barbarossa“) kam das Gebiet unter deutsche Besatzung. Während die einheimischen Ukrainer in einer eigenen Liga Fußball spielen durften, war den Polen offiziell jeglicher organisierte Sport verboten. Górski konnte aber in ukrainischen Vereinen spielen, die nicht nur von den deutschen Besatzern zugelassen waren, sondern sogar eine Meisterschaft austragen durften.
Erst im Mai 1944 erlaubten die deutschen Militärbehörden von Lemberg ein Spiel zwischen einer Wehrmachtself und einer polnischen Mannschaft. In dieser Zeit bemühte sich der Generalgouverneur Hans Frank vorübergehend um einen Kurswechsel der deutschen Besatzungspolitik, er wollte die Polen als Verbündete für den Kampf gegen die heranrückende Sowjetarmee gewinnen. In der polnischen Mannschaft spielten zwei frühere Nationalspieler von Pogoń Lwów: Spirydion Albański hütete das Tor, Michał Matyas stürmte, wie auch Górski, der zum 4:1-Sieg der Polen zwei Treffer beisteuerte. Allerdings wurde den polnischen Spielern von einem Teil der Untergrundpresse „Kollaboration mit den Deutschen“ vorgeworfen.
Nach dem Rückzug der Deutschen aus Lemberg spielte er im Herbst 1944 im neugegründeten sowjetischen Club Dinamo Lwow. Als bekannt wurde, dass das bisherige Ostpolen mitsamt seiner Heimatstadt an die Sowjetunion angeschlossen wird, entzog er sich der drohenden Einberufung in die Sowjetarmee durch die Flucht nach Lublin. Dort trat er in die unter sowjetischem Oberbefehl stehenden polnischen Verbände unter General Zygmunt Berling ein.
Noch als Angehöriger der Streitkräfte stieß er im Herbst 1945 zum polnischen Armeeclub Legia Warschau. Für ihn absolvierte er insgesamt 81 Pflichtspiele, bei denen er 34 Tore erzielte. 1948 machte er sein erstes und einziges Länderspiel für Polen gegen Dänemark. Bei der 0:8-Niederlage in Kopenhagen wurde er nach 34 Minuten ausgewechselt.

## Trainerkarriere
Nach Beendigung seiner aktiven Laufbahn studierte er Sport mit der Spezialisierung auf Fußballtraining an der Sporthochschule in Krakau. Seit 1954 arbeitete Górski als Vereinstrainer in Polen, ohne allerdings zunächst große Erfolge zu erzielen. Sein bestes Ergebnis wurde die Vizemeisterschaft mit Legia Warschau 1960.
Zwischen seinen Engagements bei Clubs übernahm er wiederholt Trainerposten für den polnischen Fußballverband PZPN, darunter die Jugendnationalmannschaft und die U23. 1971 stieg er zum Cheftrainer der A-Nationalmannschaft auf. Er verjüngte den Kader und setzte auf Offensivspiel. Bei den Olympischen Spielen 1972 in München gewann seine Mannschaft die Goldmedaille im Finale gegen die Ungarn. Zu den von ihm entdeckten Talenten gehörten Kazimierz Deyna, Robert Gadocha, Grzegorz Lato, Andrzej Szarmach und Jan Tomaszewski.
International Beachtung fand die polnische Elf, als sie in der Qualifikation für die Fußball-Weltmeisterschaft 1974 in Deutschland den hohen Favoriten England ausschaltete, den Weltmeister von 1966, dessen Kapitän nach wie vor Bobby Moore war. Bei der WM setzte Górski weiterhin auf Offensivfußball, Polen erzielte insgesamt 16 Treffer und hatte somit den erfolgreichsten Sturm. In den Gruppenspielen gewann seine Mannschaft u. a. gegen Argentinien (3:2) und Italien (2:1). In der Zwischenrunde musste die Elf Górskis in der Wasserschlacht von Frankfurt um den Einzug ins Finale eine 0:1-Niederlage gegen die deutschen Gastgeber hinnehmen. Doch besiegte sie im Spiel um den dritten Platz Brasilien mit 1:0.

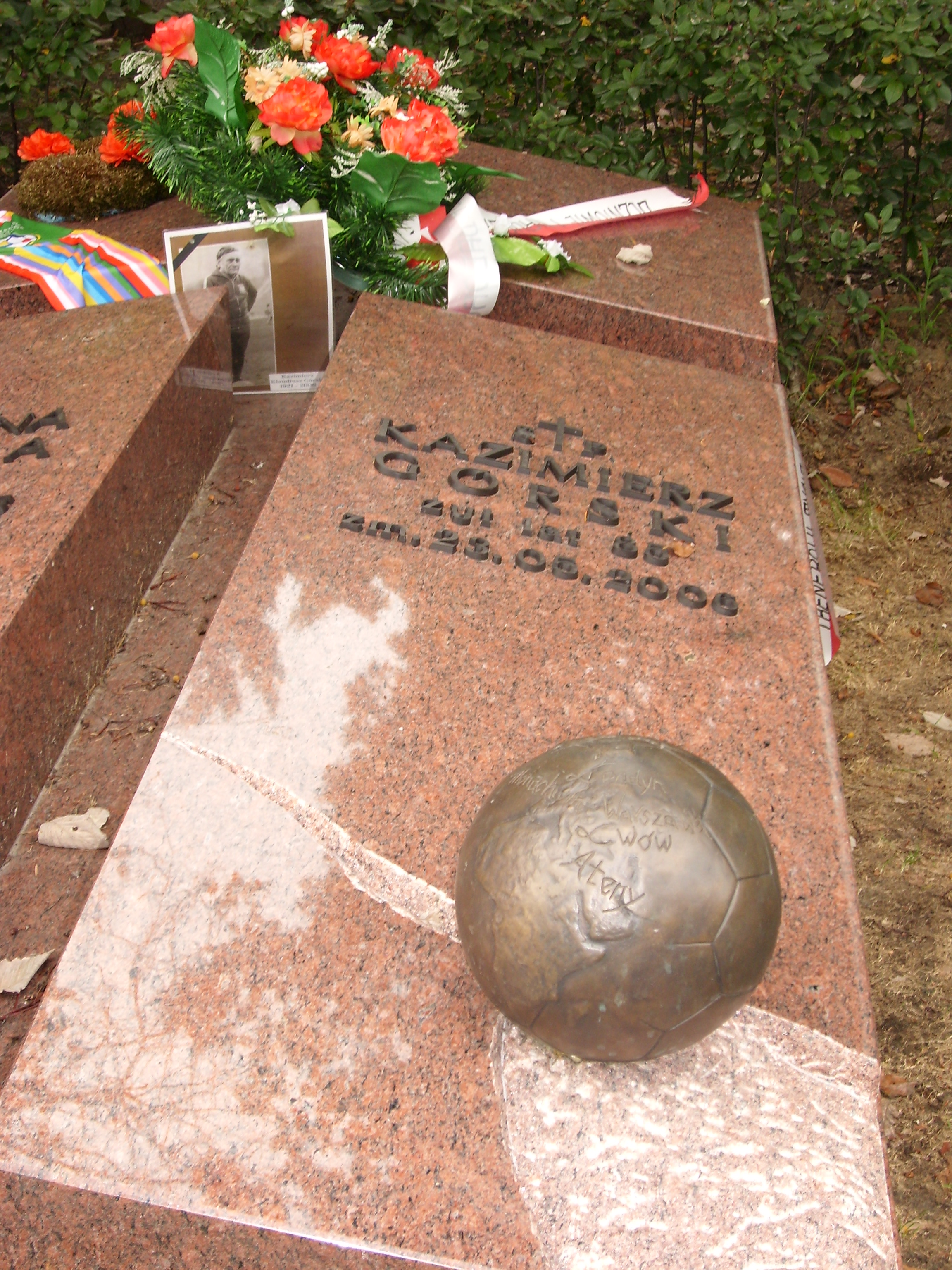
Grab von Kazimierz Górski auf dem Powązki-Friedhof in Warschau

Nach der triumphalen Rückkehr nach Polen verweigerte die Parteiführung allerdings ihm und seinen erfolgreichen Spielern den Wechsel in den bezahlten Fußball in Westeuropa, lediglich Gadocha bekam die Genehmigung dafür.
Górski führte die Mannschaft noch weiter bis 1976 zu den Olympischen Spielen in Montréal. Das Finale in Kanada verloren die Polen gegen die Mannschaft der DDR, die somit erstmals Olympiasieger im Fußball wurden. Die Silbermedaille wurde nach den Erfolgen der vergangenen Jahre in Polen allerdings als Misserfolg angesehen, was die Mannschaft und ihr Trainer schon bei der Rückkehr auf dem Warschauer Flughafen zu spüren bekamen: Sie wurden entgegen der bisherigen Gepflogenheiten vom polnischen Zoll streng kontrolliert, für einen Teil der Mitbringsel waren hohe Gebühren zu zahlen. Angesichts dieser Stimmung im Lande trat Górski von seinem Amt zurück. Sein Nachfolger wurde sein bisheriger Assistent Jacek Gmoch. Górski wurde immerhin zum Ehrenmitglied des PZPN ernannt. Die Bilanz seiner Arbeit als Nationaltrainer: 45 Siege in 73 Spielen.
Er erhielt nun die Erlaubnis, ins Ausland zu wechseln. Er ging nach Griechenland. Mit Panathinaikos Athen und mit Olympiakos Piräus errang er den Meistertitel. 1986 beendete er seine Trainerlaufbahn und kehrte nach Polen zurück.

## Verbandsfunktionär
1987 wurde er Vizepräsident des PZPN und nach der politischen Wende stand er zwischen 1991 und 1995 an der Spitze des Verbandes. Vergeblich bemühte er sich in dieser Zeit zweimal um ein Mandat für das polnische Parlament. Bei den Wahlen 1991 trat er als Senat-Kandidat für die rechtskonservativ ausgerichtete Zjednoczenie Chrześcijańsko-Narodowe (ZChN) an, und 1993 als Sejm-Kandidat für die Polnische Partei der Bier-Freunde (PPPP), die ein Wahlbündnis mit der Protestpartei Selbstverteidigung des radikalen Bauernführers Andrzej Lepper eingegangen war.
1996 wurde er zum Ehrenpräsidenten des PZPN ernannt.
Kazimierz Górski starb nach wochenlangem Krankenhausaufenthalt und schwerer Krankheit in Warschau im Alter von 85 Jahren.

## Ehrungen und Auszeichnungen
- Komtur des Ordens Polonia Restituta
- Komtur mit Stern des Ordens Polonia Restituta
- Großkreuz des Ordens Polonia Restituta
- 2001 Zum 80. Geburtstag zeichnete FIFA-Präsident Sepp Blatter Górski mit der Goldmedaille für seine großen Verdienste um die FIFA aus. Bei der Zeremonie in Zürich waren aus Polen Zbigniew Boniek und Grzegorz Lato anwesend. Aus dem Ausland Franz Beckenbauer, Bobby Charlton, Johan Cruyff, Eusébio und Michel Platini.
- 2003 Ehrenbürger von Lemberg
- Am 28. Juni 2012 wurde das Nationalstadion in Warschau nach ihm benannt.[18]